# Pedro Pablo Abarca de Bolea, Conde de Aranda
Pedro Pablo Abarca de Bolea (Siétamo, Huesca, 1719 – Épila, Saragoça, 1798), 10.º Conde de Aranda, foi um estadista e militar espanhol.
Considerado como um típico representante do despotismo esclarecido sob o reinado de Carlos III de Espanha, ocupou, a partir de 1766, a presidência do Conselho de Ministros.